# Buthaina Al-Yaqoubi
Buthaina Al-Yaqoubi (né le 31 janvier 1991) est un athlète omanaise, spécialiste du 100 mètres. 
Elle a été la première femme à représenter Oman aux Jeux Olympiques lors des jeux de Pékin en 2008 à Pékin. Elle participe à l'épreuve du 100 mètres féminin en bénéficiant d'une invitation et se classe 9e de sa série avec un temps de 13,90 s sans passer au deuxième tour.
Lors des Jeux de la solidarité islamique de 2013, elle remporte une médaille de bronze avec le relais 4x100 m.
En 2022, elle est encore détentrice du record national de saut en longueur (5,45 m en 2012)